# Клигер, Гидеон
Ги́ди (Гидео́н) Кли́гер (ивр. גידי קליגר‎, род. 30 марта 1980, Тель-Авив, Израиль) — израильский спортсмен, участник соревнований по парусному спорту, призёр чемпионатов мира и Европы.

## Спортивные достижения
Начал заниматься парусным спортом в тель-авивском клубе «Ха-поэль».
В 1996 году в паре с Уди Галем он выиграл молодёжный чемпионат Европы и занял второе место на чемпионате мира среди молодёжи в классе «420». Далее они выигрывают чемпионат Европы среди молодёжи в 1998 и 1999 гг., занимают второе место в молодёжном чемпионате мира в 1999 году и первое — в 2000 году. Многократные чемпионы Израиля.
Победитель "Кубка весны" 2006 года во Франции. Серебряная медаль в 2001 году на чемпионате Европы (в Ирландии) и в 2005 году, бронзовая — на чемпионатах мира 2006 и 2008 гг.
Участвовал в Олимпийских играх в Пекине (13-е место в классе «470»).
С 2009 года Клигер выступает в паре с Эраном Сэлой, и они выигрывают бронзовую медаль на международных соревнованиях в Майами в 2010 году. Также в 2010 году они завоёвывают серебряную медаль на чемпионате Европы в Стамбуле.

## Статистика

### 470
До 2008 выступал с: Галь, Уди.
С 2009 выступает с Сэла, Эран.
| Соревнование/Год                   | 2004 | 2006 | 2007 | 2008 | 2011 | 2012 |
| ---------------------------------- | ---- | ---- | ---- | ---- | ---- | ---- |
| Летние Олимпийские игры            | 15   | -    | -    | 14   | -    | 15   |
| Чемпионат мира по парусному спорту | -    | -    | 3    | -    | 4    | -    |
| Чемпионат мира в классе 470        | -    | 3    | -    | 3    | -    | -    |